# 생루이구

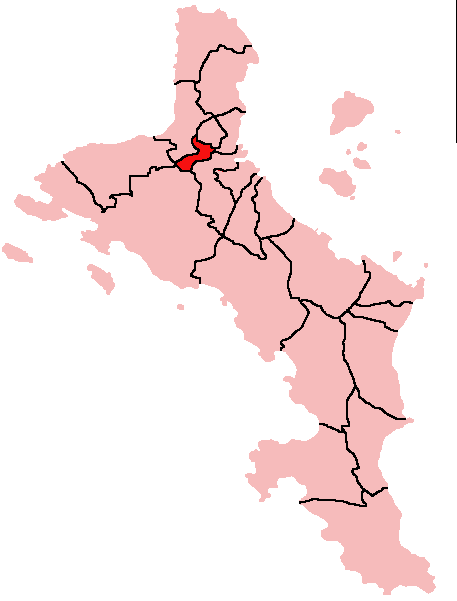
생루이구의 위치

생루이구(프랑스어: Saint Louis)는 세이셸을 구성하는 25개 구 가운데 하나로 마에섬에 위치한다. 면적은 1.1km2, 인구는 3,325명(2002년 기준)이다.